# طوقچه سیاه و سفید
طوقچه سیاه و سفید (نام علمی: Hypocysta angustata) نام یک گونه از تبار قهوه‌ای‌بالان ساتیرینی است.